# Rise of the Triad: Dark War
Rise of the Triad: Dark War é um jogo de computador de tiro em primeira pessoa, originalmente lançado em 21 de Dezembro de 1994 pela Apogee Software, agora conhecida como 3D Realms. Os membros envolvidos no time de desenvolvimento referem-se a si mesmos como "Os Desenvolvedores de Poder Inacreditável"
A versão shareware do jogo, que contém os dez níveis originais do jogo é denominada Rise of the Triad: The HUNT begins. O jogador pode escolher para jogar um entre cinco diferentes personagens, cada um deles carregando atributos únicos, como peso, velocidade e resistência.

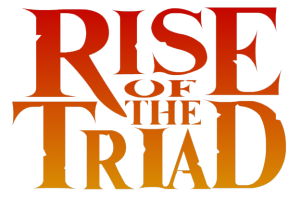